# Gérald Cid
Gérald Cid (Talence, 17 febbraio 1983) è un ex calciatore francese, di ruolo difensore.